# خاجورا
خاجورا (به لاتین: Khajura) یک روستا در بنگلادش است که در استان باریسال و در ناحیه پیروج‌پور واقع شده است.